# Pirates of the Air

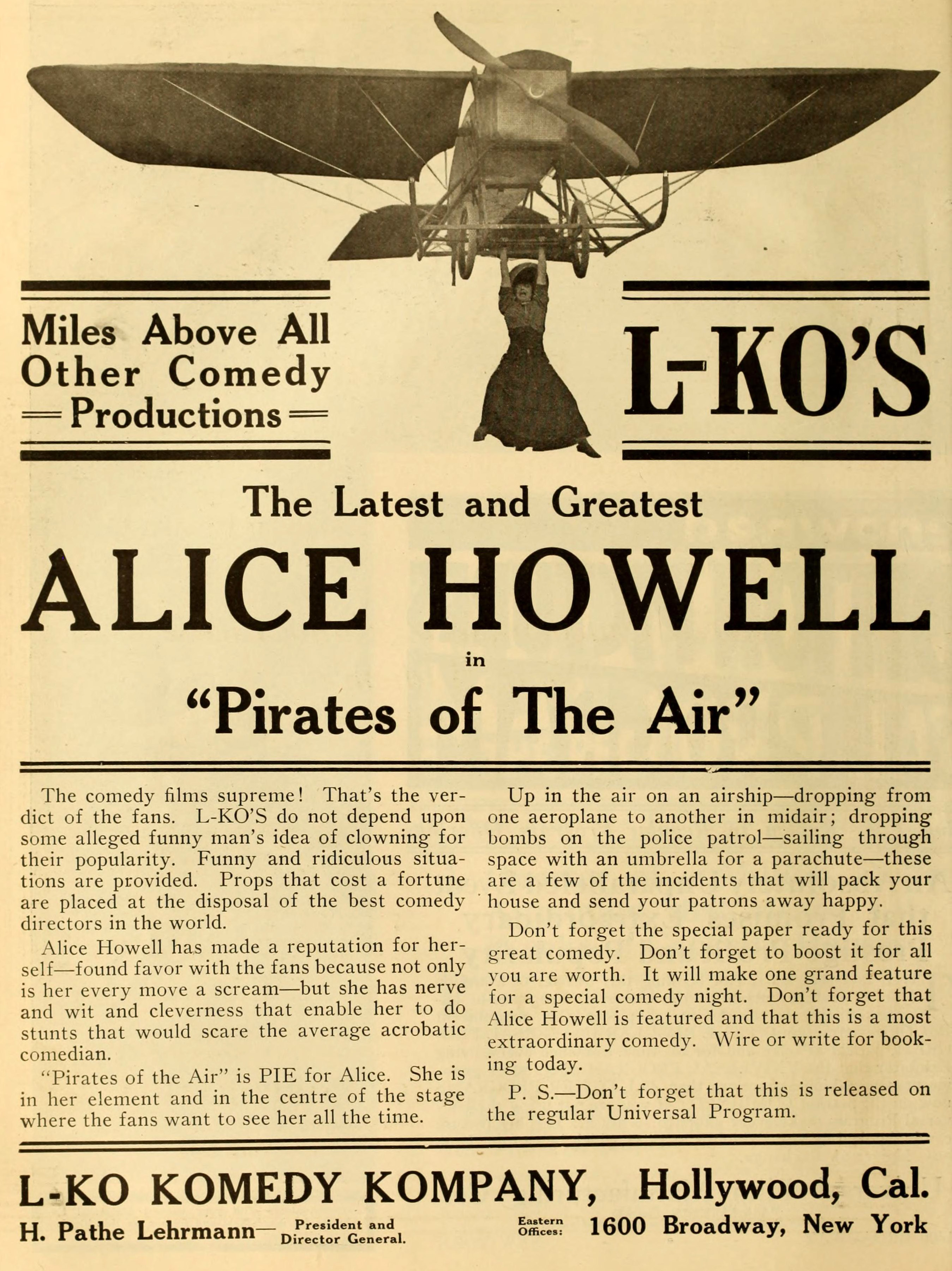
Affiche de Pirates of the Air

Pirates of the Air est un film américain réalisé par John G. Blystone et sorti en 1916.

## Fiche technique
- Titre : Pirates of the Air
- Réalisation : John G. Blystone
- Producteur : Henry Lehrman
- Production : L-KO Kompany
- Date de sortie : 28 juin 1916

## Distribution
- Alice Howell
- Fatty Voss
- Billy Bevan
- Phil Dunham
- Joe Moore